# Pommer Spezialbetonbau

Max Pommer (1913)

Die Pommer Spezialbetonbau GmbH ist ein Bauunternehmen in Leipzig. Gegründet wurde das auf den Stahlbetonbau spezialisierte Unternehmen 1898 vom Leipziger Architekten und Bauunternehmer Max Pommer.

## Erweiterungsbau für die Notendruckerei C. G. Röder
Anlass dafür, dass der erfolgreiche Architekt und Bauleiter Max Pommer selbst zum Bauunternehmer wurde, war der Auftrag, den er 1898 von der Notendruckerei C. G. Röder in Leipzig für einen Erweiterungsbau erhielt.
Pommer wollte das Druckereigebäude als Eisenbetonbau bauen, fand aber keine Bauunternehmen, die diese neuartige Konstruktion nach Pommers Plänen ausführen wollten. Für das Hennebique-Eisenbetonbauweise-System, das konsequent die monolithische Bauidee einer unlöslichen Einheit aus Deckenplatte und tragenden Längs- und Querrippen umsetzte, war das Büro Martenstein & Josseaux in Offenbach deutscher Hauptlizenznehmer Hennebiques. So führte Pommer unter der Leitung von Martenstein & Josseaux, die auch die statischen Berechnungen lieferten, den Bau selbst aus.
Dem Bauantrag vom 28. Februar 1898 für den Erweiterungsbau des Unternehmens C. G. Röder in der Perthesstraße 3 in Leipzig-Reudnitz folgten am 26. April Tekturpläne (Korrektur der bereits genehmigten Bauplanung) für einen Bau nach dem „sich gut bewährenden System Hennebique“. Die Baugenehmigung für den Neubau wurde am 7. Mai 1898 erteilt. Es folgten am 24. September die Rohbauprüfung und am 23. Dezember die Schlussabnahme. Der Produktionsbetrieb der Druckerei in den neuen Räumen begann am 7. Januar 1899.
Damit ist der Druckereiflügel in der Leipziger Perthesstraße der älteste Bau Deutschlands (eventuell sogar ganz Europas) mit vollständiger mehrgeschossiger Stahlbeton-Konstruktion nach dem System von François Hennebique. Er entstand ein Jahr vor dem Lager- und Silokomplex am Straßburger Hafen, den Eduard Züblin 1899 erbaute. Züblins Bau galt bisher als der älteste, was der Denkmalpfleger Stefan W. Krieg widerlegen konnte. Im Zusammenhang mit einem Abrissbegehren für das sich heute in einem desolaten Zustand befindende Gebäude stellte er umfassende Nachforschungen an, die er erstmals 2005 veröffentlichte. Daraufhin wurde die schon erteilte Abrisserlaubnis widerrufen.
Die Erhaltung und dauerhafte Sicherung dieser Inkunabel des Stahlbetonbaus scheint inzwischen gesichert zu sein. Ende 2009 wurde bekannt, dass die Leipziger Kling Group das Grundstück erworben hat und plant, den ältesten Stahlbetonbau Deutschlands ebenso wie die übrigen Anlagen der ehemaligen Druckerei C. G. Röder denkmalgerecht zu sanieren. Einen Abriss schließt der neue Eigentümer definitiv aus.
Nach Erwerb durch einen renommierten Leipziger Bauträger wurde das Gebäudeensemble mit großem Aufwand denkmalgerecht saniert. Unter geänderter Nutzung, nunmehr als Wohnhaus mit insgesamt 56 Wohneinheiten, konnte der wohl älteste Stahlbetonbau Europas 2018 den neuen Bewohnern übergeben werden.

## Unternehmensgeschichte
Da Martenstein & Josseaux auch die Berechtigung hatten, Konzessionen an andere Unterlizenznehmer weiterzuvertreiben, verhandelte Pommer wegen der Vergabe der Hennebique-Konzession für Sachsen mit ihnen. Am 13. Juni 1898 wurde der Vertrag unterzeichnet. Dieser Tag gilt als Gründungsdatum des Bauunternehmens Max Pommer. Pommer war damit der erste sächsische Bauingenieur, der über eine Lizenz zum Eisenbetonbau verfügte. Schon im folgenden Jahr führte er fünf weitere Bauten mit Hennebique-Konstruktionen aus. Als 1901 Hennebique die Gebrauchsmuster löschen ließ, löste Pommer den Vertrag wieder und konnte von nun an selbst Eisenbeton-Konstruktionen planen und ausführen. Pommer betrieb das Bauunternehmen noch immer innerhalb seines Architekturbüros, das sich in seinem Wohnhaus in der Hillerstraße Ecke Plagwitzer Straße (Haus Pommer) befand. Durch die Spezialisierung auf das damals junge Gebiet des Stahlbetons erreichte das Unternehmen eine hohe Bekanntheit und begründete maßgeblich die Anfänge des industriellen Bauens in Sachsen zum Ende des 19. Jahrhunderts.

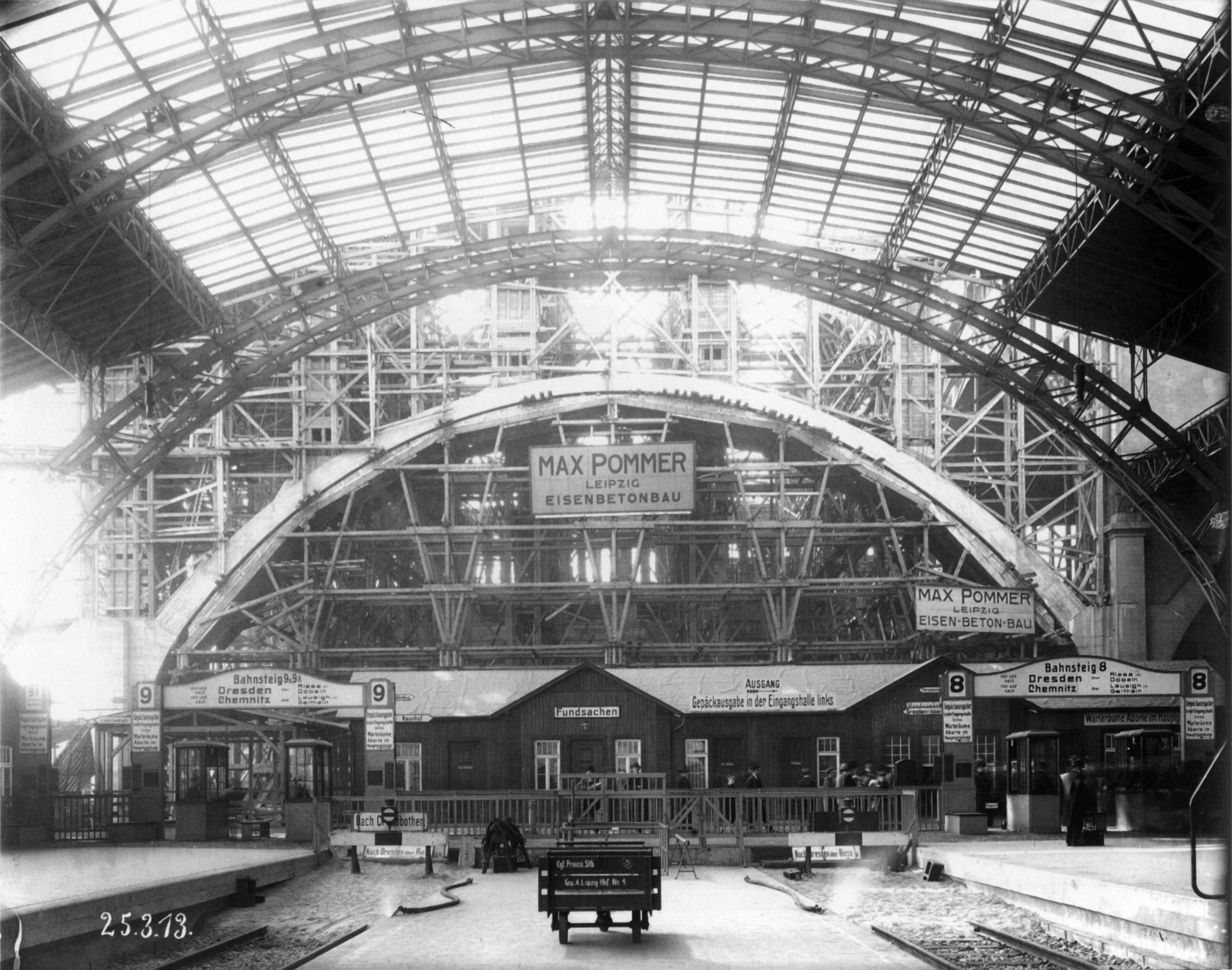
Beim Bau des Leipziger Hauptbahnhofs im Jahre 1913: Deutlich zu erkennen die Schilder „MAX POMMER LEIPZIG EISEN-BETON-BAU“.

Schon 1905 war das Unternehmen so gewachsen, dass Pommer sein Büro in die Weststraße 65 verlegen musste. Am 28. Dezember 1906 ließ er seine Firma Eisenbetonbau Max Pommer ins Handelsregister eintragen. Bis Ende des Jahres 1912 betrieb er nebenher noch sein Architekturbüro. Seit der Jahrhundertwende hatte die Zahl der Bauunternehmen auf dem Gebiet des Eisenbetonbaus schnell zugenommen. In Leipzig konkurrierten inzwischen drei weitere Unternehmen mit Max Pommer. Zu Beginn des Ersten Weltkrieges zählte das Unternehmen Pommer 100 Beschäftigte und hatte Niederlassungen in Halle, Chemnitz und Dresden.
Nach Pommers Tod im Jahr 1915 übernahmen seine Söhne Hans und Max (II.), die Pommer schon 1907 und 1910 als Teilhaber aufgenommen hatte, die Leitung des Unternehmens, die allerdings infolge des Krieges nur noch auf dem Papier existierte. Nachdem beide 1918 aus dem Krieg zurückgekehrt waren, begannen sie, das Unternehmen wieder aufzubauen, doch die Auftragslage war zu jener Zeit sehr bescheiden. Ab 1934 wuchs die Zahl der Aufträge sprunghaft, so dass das Unternehmen schon bald wieder mehr als 600 Beschäftigte hatte. 1934 trat Max Pommer (III.), der in München und Dresden Bauingenieurwesen studiert hatte, in das Unternehmen ein, 1936 wurde er Prokurist des Unternehmens. Als 1939 Hans Pommer starb, nahm Max Pommer (III.) die Stellung des persönlich haftenden Gesellschafters ein. In dieser Zeit war das Unternehmen ein wichtiger Betrieb für die Kriegswirtschaft, mit Aufträgen für Kasernenbauten und für die Rüstungswirtschaft. Ab 1941 erhielt man die ersten Aufträge zum Bau von Luftschutzbunkern. Das Unternehmen setzte im Büro und auf Baustellen auch Zwangsarbeiter ein.
Nach dem Zweiten Weltkrieg erhielt das Unternehmen Pommer nach der amerikanischen Besatzung sehr bald Aufträge für den Wiederaufbau von Eisenbahnbrücken oder den Leipziger Hauptbahnhof. Nach Wechsel der Besatzungsmacht überstand das Unternehmen die ersten Enteignungswellen in der sowjetischen Besatzungszone unbeschadet, obwohl einer der Unternehmensinhaber Mitglied der NSDAP war, dem Unternehmen ab 1944 verstärkt Kriegsgefangene (Russen, Polen, Engländer, Franzosen, Holländer, später auch Italiener) als Ersatz für die an die Front eingezogenen deutschen Arbeiter zugeführt wurden, und aufgrund der Verpflichtung seitens der Organisation Todt in den besetzten Gebieten der Sowjetunion für die Deutsche Reichsbahn zerstörte Brücken wiederaufzubauen hatte.
Ab 1948 verschlechterten sich die Bedingungen für Privatbetriebe in der DDR. 1953 bekam das Unternehmen überhöhte Steuerforderungen präsentiert, die aber nach dem Aufstand vom 17. Juni wieder zurückgenommen wurden. Damit war die Existenz erst einmal gesichert, nur Aufträge wurden jetzt zentral vergeben. Die Repressalien gingen nunmehr aber so weit, dass Max Pommer (III.) wegen der Anschuldigung, einen Bauunfall als Sabotageakt veranlasst zu haben, im Jahr 1954 für 10 Monate in dem berüchtigten Gefängnis „Roter Ochse“ in Halle/S. inhaftiert wurde. Aufgrund wirtschaftlicher Zwänge mussten Max Pommer (II.) und Max Pommer (III.) jedoch ab dem 1. Januar 1959 eine staatliche Beteiligung in ihrem Unternehmen zulassen, sie wurden nun persönlich haftende Gesellschafter (Komplementäre), die Deutsche Investitionsbank wurde Kommanditist. Durch fortlaufende Kreditgewährung der Bank veränderten sich die Eigentumsverhältnisse immer weiter zugunsten des Staates. Nachdem 1967 Max Pommer (II.) starb, übernahm sein Sohn Max Pommer (III.) die Leitung des Unternehmens. 1968 wurde es mit den Unternehmen Eduard Steyer und Schwabach in einer Arbeitsgemeinschaft zusammengeschlossen, ehe das Unternehmen 1972 schließlich ganz in Volkseigentum überführt und mit den Unternehmen Steyer, Richter und Berger zum VEB Ingenieurbau Leipzig zusammengeschlossen wurde. Werner vom Unternehmen Steyer wurde Direktor, Max Pommer (III.) stellvertretender und technischer Direktor, sein Sohn Dieter Pommer, der seit 1968 im Unternehmen arbeitete, blieb Leiter der Projektierungsabteilung. Um sich mit den ehemaligen Eigentümern zu einigen, traf man jedoch die Regelung, dass der Privatunternehmer bis zum Tag seiner Pensionierung im Betrieb weiter tätig sein durfte, so war Dieter Pommer bis 1988 im VEB Ingenieurbau beschäftigt.
Dieter Pommer gründete am 1. Oktober 1991 die heutige Pommer Spezialbetonbau GmbH unter der alten Firma neu. Seit August 1997 ist Michael Pommer, Sohn Dieter Pommers, Mitglied des Unternehmens und seit 2000 alleiniger Geschäftsführer. Er restrukturierte das Unternehmen mit erweitertem Leistungsspektrum (Sparten Betonbau, Betoninstandsetzung und Industriebodenbeschichtung mit Epoxidharzen).

## Bauwerke (Auswahl)

### In Leipzig
- 1898: Druckereigebäude C. G. Röder, Perthesstraße 3 (ältester mehrgeschossiger Stahlbetonbau Deutschlands nach System Hennebique)
- 1899: Geschäftshaus Robert Gruner, Brühl / Hainstraße (erster Stahlbetonbau in der Leipziger Innenstadt)
- 1899: Unternehmensgebäude Sieler & Vogel, Goldschmidtstraße
- 1906: Neue Baumwollspinnerei, Spinnereistraße
- 1906: Druckerei Brandstetter, Dresdner Straße 11–13 (heute Sitz der Handwerkskammer zu Leipzig)
- 1908: Oelßners Hof, Nikolaistraße 20–26 / Ritterstraße 23–29
- 1910–1912: Wagenhallen der Großen Leipziger Straßenbahn, Dresdner Straße
- 1912: Kaufhaus Held, Lützner Straße / Merseburger Straße
- 1912: Lichtspielhaus Astoria, Windmühlenstraße
- 1913: Hauptbahnhof (Querbahnsteig)
- 1913: Messehaus Mädlerpassage
- 1913–1914: Kaufhaus der Theodor Althoff AG, Petersstraße (heute Karstadt)
- 1914: Kaufhaus Alswede
- 1914: Riebeck-Brauerei, Mühlstraße
- 1914–1915: Bismarckturm, Hänichen
- 1914–1915: Hotel Astoria, Willy-Brandt-Platz
- 1923: Universitäts-Frauenklinik, Philipp-Rosenthal-Straße
- 1927: Orthopädische Universitätsklinik, Semmelweisstraße
- 1928: Sachsenbrücke, Anton-Bruckner-Allee
- 1928–1929: Buchdruckerlehranstalt (Gutenbergschule), Gutenbergplatz 8
- 1928: Umbau der Hauptfeuerwache, Goerdelerring
- 1949: Wiederaufbau des Hauptbahnhofs
- 1949–1950: Messehaus Messehof, Petersstraße
- 1958: Brücke im Zoo (erste Spannbetonbrücke des Unternehmens Max Pommer und erste im Bezirk Leipzig)
- 1962: Paußnitzbrücke, Schleußiger Weg
- 1969: S-Bahnhaltepunkt Industriegelände West mit Personentunnel, Franz-Flemming-Straße
- 1993: Tiefgarage im AOK-Gebäude, Wilmar-Schwabe-Straße 2–4
- 1993: Rietzschkebrücke, Mölkau
- 1996: Wassergehege im Zoo

### In anderen Orten
- 1900: Markersdorfer Brücke bei Burgstädt (erste Stahlbetonbrücke Deutschlands in Rahmenbauweise nach System Hennebique, auf Beschluss des Gemeinderates gegen Protest von Fachleuten im August 2010 abgebrochen, obwohl nicht gefährdet)
- 1908: Hauptbahnhof, Chemnitz (Querbahnsteig)
- 1913–1923: Getreidespeicher und Lagerhalle im Westhafen, Berlin
- 1916: Ernemann-Werke, Dresden-Striesen (einzelne Gebäude)
- 1925: Krankenhaus Friedrichstadt, Dresden
- 1927: Frauenklinik, Dresden
- 1927: Neubauten der Wanderer-Werke, Chemnitz
- 1936: Autobahnbrücken bei Peißen und Zschopau
- 1951: Wismut-Sanatorium, Wolkenstein
- 1952–1953: Farbenfabrik Wolfen
- 1954: Maxhütte, Unterwellenborn
- 1962–1963: Wasserturm, Geithain

## Belege
1. ↑  Stefan W. Krieg: Nach dem „sich gut bewährenden System Hennebique“. Die ältesten Industriebauten aus Stahlbeton in Leipzig. In: industrie-kultur, 11. Jahrgang 2005, H. 3, S. 18 f.
2. ↑  Jens Rometsch: Ältester Stahlbetonbau Deutschlands gerettet. In: Leipziger Volkszeitung, 24. Dezember 2009, S. 18.